# Vipp

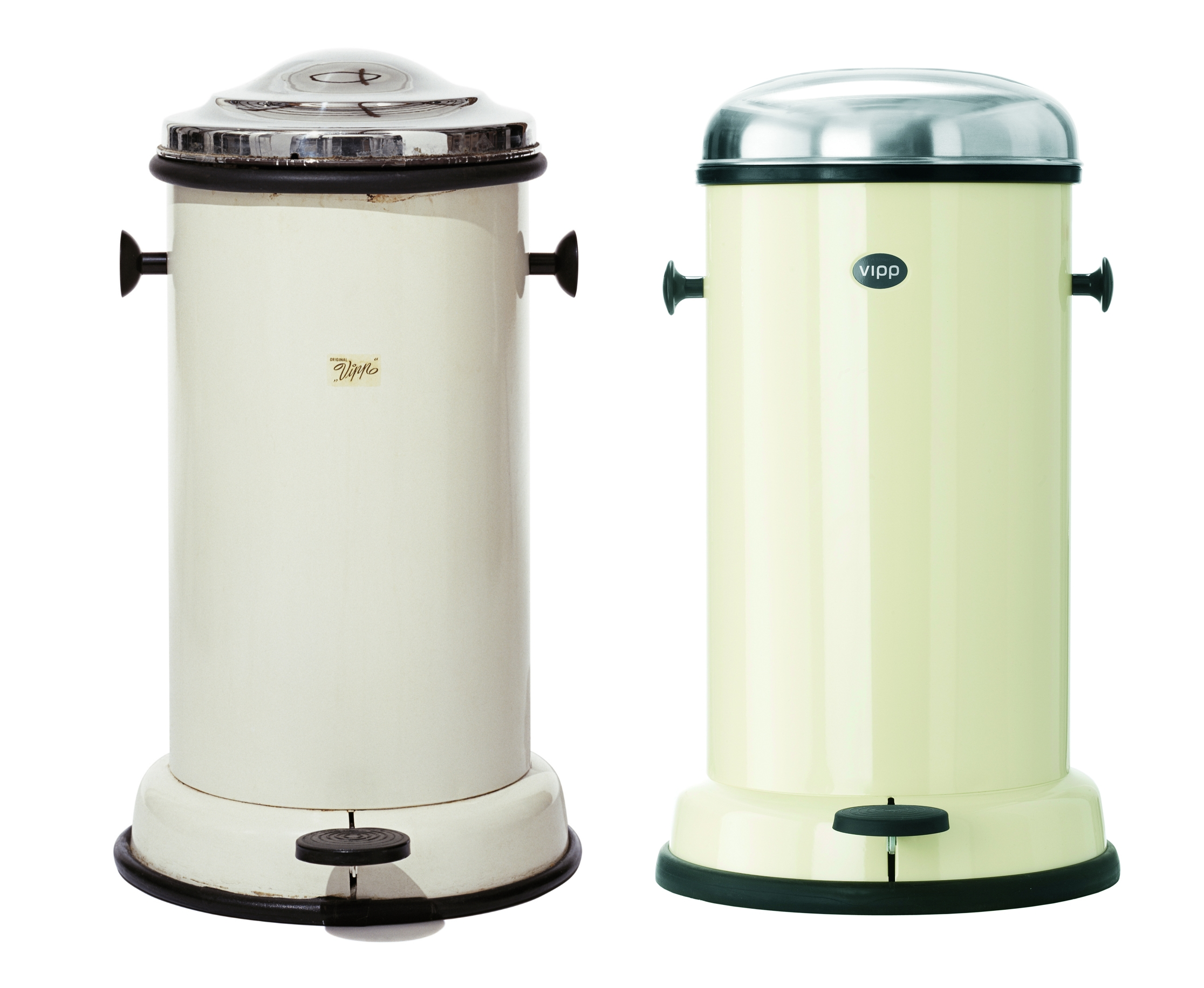
Vipp-Treteimer von 1939 und modifizierte Form: Vipp15

Vipp ist der Name eines Mülleimermodells und als solches das bekannteste Produkt der gleichnamigen dänischen Metallwarenfirma in Kopenhagen, Dänemark, die vorwiegend Abfalleimer und weitere Produkte für den Haushalt produziert. Produziert wird seit 2016 in Riga, Lettland. Chefdesigner ist Morten Bo Jensen.

## Geschichte
Holger Nielsen gewann 1931 ein Auto in der Lotterie. Weil er keinen Führerschein besaß, tauschte er es gegen eine Metalldrehbank ein. 1939 entwickelte Holger Nielsen den für seine Form bekannten Abfalleimer für den Friseursalon seiner Ehefrau. Im selben Jahr gründete er die „Holger Nielsen Metalvarefabrik“ in Randers mit einem Mitarbeiter. Die standfesten Abfalleimer wurden vorwiegend an Zahnärzte, Ärzte und Friseursalons verkauft.
Nach dem Tod Holger Nielsens 1992 übernahm seine zweite Tochter, die Sozialarbeiterin Jette Egelund, die Firma. In der Anfangszeit musste sie sich mit Nebenjobs über Wasser halten. Durch einen Messeauftritt konnte sie unzählige Aufträge gewinnen und gab die Produktion an einen Subunternehmer. Heute wird Vipp von ihrem Sohn Kasper Egelund geführt. Er betreibt gemeinsam mit seiner Frau Sofie Christensen Egelund die US-Expansion. Zu den Stahl-Mülleimern kamen weitere Utensilien für den Badbedarf, sowie 2012 Küchen- und Badmodule inklusive Armaturen und Lampen und Regale. 2014 wurde das modulare Vipp Shelter, ein transportables, vollausgestattetes Ferienhaus lanciert, das das zeitlose und funktionale Design des Treteimers widerspiegelt.

## Rezeption
2009 wurde der Vipp-Treteimer in die ständige Ausstellung des MoMA aufgenommen. Das Danish Design Center stellt den Treteimer als Alltagsdesign aus und hat ihm einen eigenen Artikel gewidmet. Das Wirtschaftsmagazin Brand 1 hat in einer Schwerpunktausgabe im Jahr 2012 über die Spezialisierung der Firma Vipp und insbesondere den Treteimer berichtet.